# Eurema desjardinsii
The Angled Grass Yellow (Eurema desjardinsii) là một loài bướm ngày thuộc họ Pieridae, found in Africa.
Sải cánh dài 35–38 mm đối với con đực và 37–40 mm đối với con cái. Con trưởng thành bay quanh năm, depending on rainfall.
Ấu trùng ăn Chamaecrista mimosoides và probably Hypericum aethiopicum.

## Phụ loài
- Eurema desjardinsii desjardinsi (Madagascar, Comoro Islands)
- Eurema desjardinsii marshalli (Butler, 1898) (Kenya, South Africa)